# Khu bảo tồn thiên nhiên Pù Hu
Khu bảo tồn thiên nhiên Pù Hu thuộc địa phận các huyện Quan Hóa và Mường Lát, nằm ở phía tây bắc tỉnh Thanh Hóa, Việt Nam, cách thành phố Thanh Hóa 134 km về phía tây bắc theo đường quốc lộ 47 và quốc lộ 15A.

## Vị trí và đặc điểm
Khu bảo tồn thiên nhiên Pù Hu được thành lập năm 1999 với diện tích 23.249,45 ha. Giai đoạn 1 từ năm 1999 đến 2005 cơ bản đã hoàn tất việc rà soát động, thực vật trong các khu rừng thuộc khu bảo tồn. Giai đoạn 2 từ năm 2005 đến 2010 chủ yếu là xây dựng và quy hoạch du lịch, trong đó chú trọng vào hai tuyến chính: tuyến sông Mã và tuyến du lịch trên đỉnh Pù Hu. Pù Hu đóng vai trò quan trọng đối với việc phòng hộ đầu nguồn sông Mã.
Khu bảo tồn thiên nhiên Pù Hu là sự kết hợp giữa hệ sinh thái núi đá vôi với hệ sinh thái núi đất và hệ sinh thái rừng độc đáo, với nhiều loài động, thực vật quý hiếm. Pù Hu có 2 kiểu rừng chính. Rừng thường xanh đất thấp phân bố ở độ cao dưới 700 m, với các loài thực vật ưu thế thuộc họ Đậu, họ Xoan và họ Bồ hòn. Ở những nơi có độ cao thấp hơn, kiểu rừng này đã bị tàn phá để lấy đất làm nương rẫy. Kiểu rừng thường xanh núi thấp phân bố ở độ cao trên 700 m, với các loài thực vật ưu thế của họ Dẻ, họ Dâu tằm và họ Re(Anon. 1998a).

## Hệ động thực vật
Tại Khu bảo tồn thiên nhiên Pù Hu đã được ghi nhận 508 loài thực vật và 266 loài động vật, thông tin được thu thập từ các đợt khảo sát thực địa ở tỉnh Thanh Hoá năm 1997. Rừng Pù Hu có nhiều loại cây gỗ quý như kim giao, lát hoa, sến mật, trầm hương, trường mật, song mật..., qua điều tra sơ bộ có 28 loài quý hiếm được xếp trong sách đỏ Việt Nam.
Trong số các loài động vật ở Pù Hu, có tới hơn 30 loài đã được ghi vào sách đỏ Việt Nam và thế giới. Một số loài thú có giá trị bảo tồn như gấu ngựa, gấu chó, bò tót, voọc quần đùi trắng.... Trong năm 2010 đã phát hiện ở Pù Hu có khoảng 7 – tám con bò tót và được tách riêng làm hai đàn riêng biệt và có dấu hiệu cho thấy đã có sự xuất hiện của con non.
Khu hệ chim ở Pù Hu chưa được khảo sát đầy đủ, mặc dầu vậy cũng đã ghi nhận được 1 loài chim có vùng phân bố hẹp là Trèo cây mỏ vàng (Sitta solangiae) (Theo Lê Trọng Trải, 2000).

## Di tích, danh lam, thắng cảnh
Đỉnh cao nhất ở Pù Hu là núi Hoc (1.440 m) nằm ở phía Bắc khu bảo tồn. Phía Nam có một số đỉnh cao không có tên cao 1.390 m và 1.420 m. Trong khu vực khu bảo tồn có hang động Cò Phầy 3 tầng với nhiều nhũ đá tự nhiên.
Vùng đệm của khu bảo tồn có các dân tộc Thái, Hmong, Dao và Kinh sinh sống.